# Barbus anniae
Barbus anniae är en fiskart som beskrevs av Lévêque, 1983. Barbus anniae ingår i släktet Barbus och familjen karpfiskar. IUCN kategoriserar arten globalt som sårbar. Inga underarter finns listade.